# Internationale Versicherungskarte für Kraftverkehr

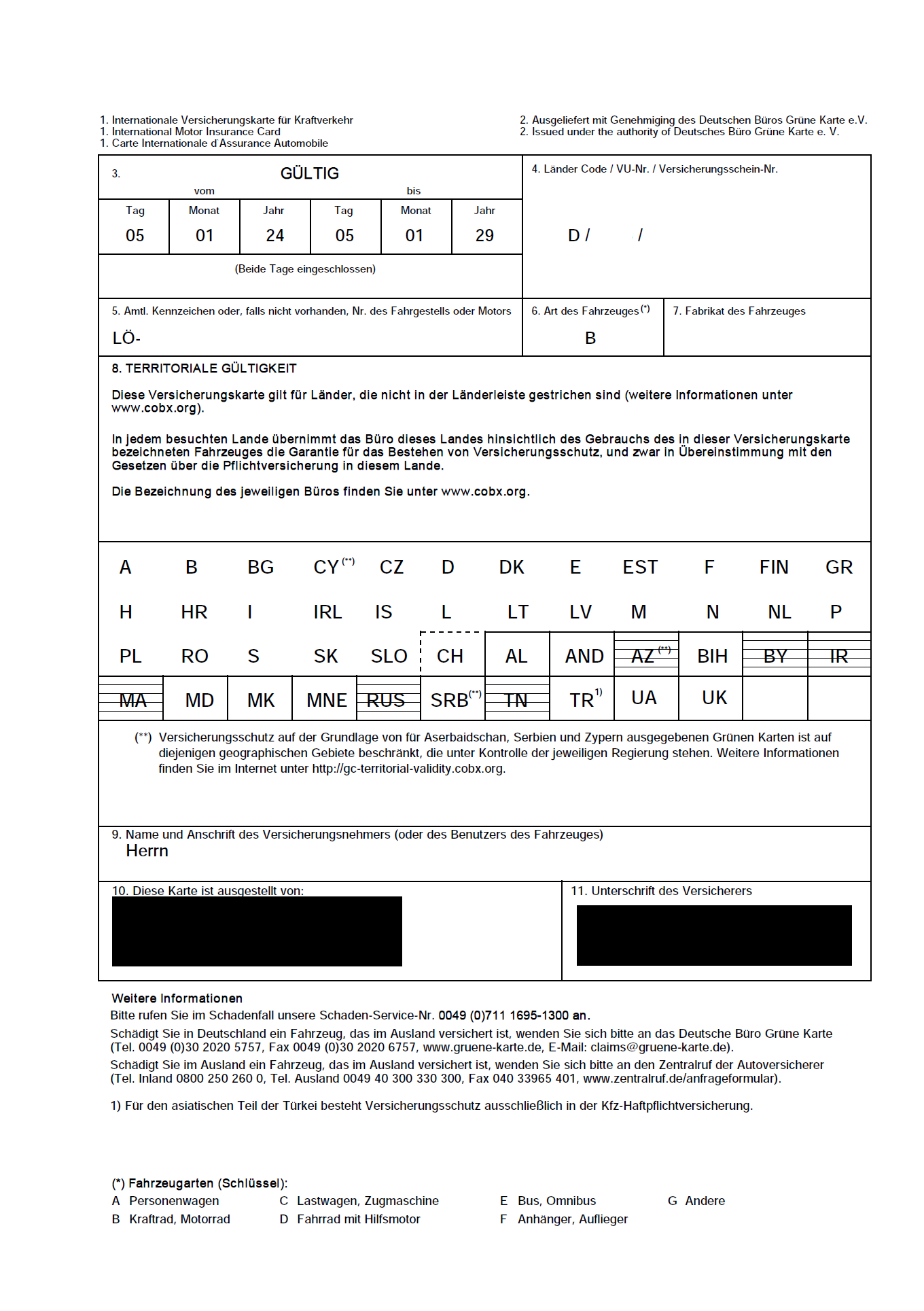
Internationale Versicherungskarte in weiß (neue Version seit 1. Juli 2020), ausgegeben von einem deutschen Versicherer

Die Internationale Versicherungskarte für Kraftverkehr, umgangssprachlich wegen ihrer ehemaligen grünen Farbe Grüne Versicherungskarte genannt, ist Bestandteil eines internationalen, vorwiegend europäischen Systems, das es ermöglicht, mit der Kfz-Haftpflichtversicherungs-Police des Herkunftslandes in verschiedene Länder zu fahren, ohne eine dem jeweiligen nationalen Recht entsprechende Versicherungsdeckung nachkaufen zu müssen.
Dies wäre andernfalls nötig, da auch in der Europäischen Union die Haftungsregelungen im Straßenverkehr und die dazugehörigen Versicherungslösungen keineswegs vereinheitlicht sind. So sind beispielsweise in allen Ländern unterschiedlich hohe Begrenzungen der Versicherungssumme in der Kfz-Haftpflichtversicherung üblich.

## Die Karte selbst
Bis 1965 musste ein Fahrer, der mit seinem Fahrzeug eine Grenze überschritt, tatsächlich einen Versicherungsnachweis für das jeweilige Ausland mitführen. Dieser Nachweis wurde in jenen Staaten, die sich zum so genannten „Grüne-Karte-Abkommen“ zusammenschlossen, durch eine einheitliche, in grün gehaltene Bescheinigung abgelöst (daher „Grüne Karte“). Die „Grüne Karte“, die im Juni 1952 vom Unterausschuss für inländische Straßentransporte der Wirtschaftskommission für Europa verabschiedet wurde, ist eine internationale Versicherungskarte („Certificate of Insurance“, „Certificat d'Assurance“) für Kraftverkehr.

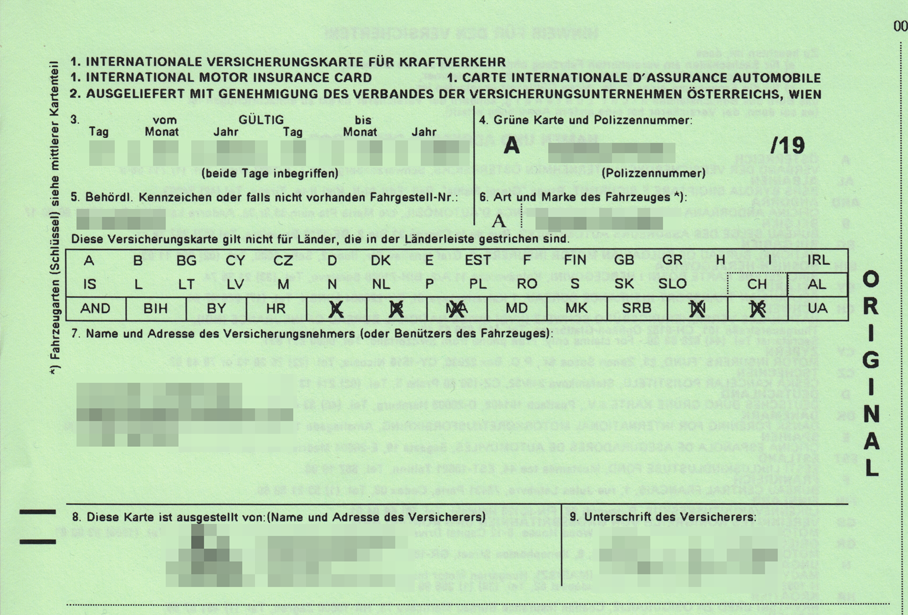
Grüne Versicherungskarte (alte Version), ausgegeben von einem österreichischen Versicherer

Mittlerweile ist auch diese Karte aufgrund des Kennzeichenabkommens weitgehend überflüssig und nur noch für Reisen in bestimmte Nicht-EU-Länder notwendig (wie z. B. Albanien). Daher besitzt sie längst nicht mehr jeder Fahrzeughalter. Bei den meisten Versicherern bekommt man sie nur noch auf Anfrage. In Mietwagen ist sie meistens vorhanden. Das Mitführen dieser Internationalen Versicherungskarte für Kraftverkehr kann bei einem Unfall die Schadensabwicklung jedoch wesentlich erleichtern.
Die grüne Versicherungskarte
- gilt als Versicherungsnachweis im Ausland und bescheinigt Versicherungsschutz nach den im Ausland geltenden Bestimmungen,
- enthält die Adressen aller ausländischen Regulierungsbüros, an die ein Unfallgeschädigter verwiesen werden kann.

Für die einfachere Schadensabwicklung sollte daher zusätzlich ein Duplikat der grünen Versicherungskarte für den Unfallgeschädigten mitgeführt werden.
Da Schäden im Ausland oft nicht im gleichen Umfang wie im Inland ersetzt werden, ist es wichtig, vor der Auslandsreise den Versicherungsschutz im entsprechenden Ausland zu überprüfen.
Inzwischen wird die grüne Karte seit 1. Juli 2020 auf weißen Papier ausgestellt. Andere Farben als weiß und grün sind unzulässig und führen zur Ungültigkeit.
Seit 2025 genügt es, wenn die grüne Karte digital mitgeführt wird.

## Das Internationale Abkommen
Ursprung ist die UNO-Empfehlung Nr. 5. Daraus resultieren die weiteren Abkommen. Zuständige Organisation ist das Council of Bureaux mit Sitz in Brüssel. Das Grüne-Karte-System ist ein auf Europa und die Mittelmeeranrainer-Staaten begrenztes System. Per Stand Januar 2016 gehören dem System 47 Länder an, einschließlich einiger außereuropäischer Länder.
Der Kosovo erkennt die Grüne Karte nicht an. An der Grenze muss daher eine kosovarische Kfz-Versicherung gekauft werden.
In anderen Regionen der Welt gibt es Systeme, die nach ähnlichem Prinzip funktionieren, so etwa für einige arabische Staaten die „Orange Card“.
Staaten, die sich für das Abkommen qualifizieren wollen, müssen insbesondere eine leistungsfähige eigene Versicherungswirtschaft nachweisen können, die in der Lage ist, auch Schäden fernab der eigenen Heimat zu regulieren. Um eine Schadensregulierung im entfernten Ausland durchführen zu können, gibt es ein internationales System von sogenannten Korrespondenzversicherern. Dabei bietet ein Versicherer mit Sitz in dem Land, in dem der Schaden entstand, der Partnergesellschaft gegen Kostenerstattung die komplette Abwicklung dieses Schadens sowie die Wahrnehmung der Interessen der Versicherungsgesellschaft in einem möglichen Rechtsstreit an.
Die Versicherer eines Mitgliedsstaates des Grüne-Karte-Abkommens können in allen Mitgliedsstaaten Korrespondenten ernennen. Diese Korrespondenten wickeln die Schadenfälle im Unfallland ab. Hat der Versicherer keinen Korrespondenten ernannt, werden die Schadenfälle vom Grüne-Karte-Büro selbst oder von einem Agenten abgewickelt.
Zudem stehen vor allem Versicherer aus weniger entwickelten und ärmeren Ländern vor dem Problem, dass die Kosten eines Verkehrsunfalls (zumal mit Personenschäden) im westlichen Ausland die finanziellen Möglichkeiten dieses Versicherers im Extremfall bei weitem übersteigen können. So kann ein schwerer Personenschadenunfall in einem Industrieland viele Millionen Euro kosten. Die Regulierung eines solchen Schadens kann die zur Verfügung stehenden Beträge übersteigen, da ein ausländischer Versicherer seine Beiträge und seinen Kapitalbedarf nach den möglichen Schadenssummen in seinem Heimatland kalkuliert. Aus diesem Grund geben viele Kfz-Versicherer ihre Risiken an Rückversicherer weiter, um in dem Beispielfall nicht in finanzielle Bedrängnis zu geraten und die Zahlungsfähigkeit auch bei großen Schadensereignissen im Ausland sicherzustellen.

## Mitgliedstaaten
| - Albanien - Andorra - Aserbaidschan - Belgien - Bosnien und Herzegowina - Bulgarien - Dänemark - Färöer - Deutschland - Estland - Finnland - Frankreich - Griechenland - Kroatien - Irland - Island - Italien - Lettland - Liechtenstein - Litauen | - Luxemburg - Malta - Marokko - Moldau - außer Transnistrien - Monaco - Montenegro - Niederlande - Nordmazedonien - Norwegen - Österreich - Polen - Portugal - Rumänien - San Marino - Schweden - Schweiz - Serbien - außer Kosovo | - Slowakei - Slowenien - Spanien - Kanarische Inseln - Tschechien - Tunesien - Türkei - Ukraine - Ungarn - Vatikanstadt - Vereinigtes Königreich - Gibraltar - Guernsey - Isle of Man - Jersey - Nordirland - Zypern - außer Türkische Republik Nordzypern |

Abgesagt:
- Irak
- Israel[7]

Suspendiert:
- Iran
- Russland
- Belarus

Kein Mitglied
- Kosovo
- Transnistrien
- Türkische Republik Nordzypern

## Das „Grüne-Karte-Büro“
In der Regel bieten alle Versicherungsgesellschaften, die Kfz-Haftpflichtversicherungen anbieten, auch Deckung für die Grüne Karte an. Lediglich in neueren, weniger entwickelten Mitgliedsländern gibt es davon Ausnahmen. Dachorganisation aller Versicherer eines Landes, die Deckungen im Rahmen der Grüne Karte anbieten, ist das jeweilige nationale „Grüne-Karte-Büro“.
Das „Council of Bureaux“ mit Sitz in London wiederum ist die Dachorganisation aller nationalen Büros. Es bietet ein Forum für regelmäßig auf Ministerialdirektor- oder Staatssekretärsebene stattfindende Mitgliedertreffen, wo das Regelwerk der Organisation ständig verfeinert und neuen Gegebenheiten angepasst wird. Sie versteht sich primär als Hüterin der Verbraucherfreundlichkeit des Systems: Oberstes (noch nicht erreichtes) Ziel ist es, dass jeder Schadensersatzanspruch nach einem Verkehrsunfall durch eine Haftpflichtversicherung beim Verursacher abgedeckt ist. Dafür setzt und überwacht das Council normative Vorschriften, betreibt Qualitätskontrolle, vergibt und entzieht Lizenzen für nationale Büros, Versicherer, Korrespondenten und ggf. ganze Mitgliedsländer. Es entscheidet auch über die Aufnahme neuer Länder sowie über die Zuerkennung des Status eines Landes als Vollmitglied (wie die meisten Staaten) oder als provisorisches Mitglied.
Die „Geschäftsordnung des Rates der Büros“ (GOdRdB) ist ein multilaterales Garantieabkommen, das Kraftfahrzeuge, die vorübergehend im Ausland waren und dort einen Sach- oder Personenschaden verursacht haben, reguliert.